# Assassinat de Christopher Wallace
L’assassinat de Christopher Wallace alias The Notorious B.I.G., eut lieu le dimanche 9 mars 1997 à Los Angeles (Californie) à 0 h 45.

## Contexte
Avec son premier album, Tupac Shakur alias 2Pac n'a plus rien à prouver tandis que Wallace (The Notorious B.I.G.) est un rappeur qui commence à se faire connaitre, Shakur écoute en boucle le premier single de Wallace et veut à tout prix le rencontrer.
Les deux rappeurs se rencontrent en 1993 pendant le tournage du film Poetic Justice dans lequel joue Shakur, celui-ci invite Wallace chez lui pour lui montrer. Les deux rappeurs s'entendant bien, ils deviennent amis et Shakur se met en tête de promouvoir la carrière de Wallace, et lui propose d’assurer ses premières parties.
Et Wallace y arrive et signe au nouveau label Bad Boy Records, crée en 1992 par Sean Combs, alias Puff Daddy.
Wallace sort son premier album Ready to Die, certifié quadruple disque de platine, il reste un classique du hip-hop.
Deux mois plus tard, dans la nuit du 30 novembre 1994, à la veille de l'annonce du verdict de son procès pour abus sexuels, Shakur et trois hommes de son entourage, dont son manager Freddie Moore et « Stretch » Walker, entrent dans le hall des Quad Recording Studios à Manhattan.
Deux hommes armés en treillis commencent à les suivre et, avant qu'ils n'arrivent aux ascenseurs, sortent leurs armes à feu et volent les bijoux de Shakur. Dans la lutte, Shakur reçoit cinq balles, dont deux à la tête, tandis que son manager est touché une fois. Les agresseurs partent alors avec 40 000 $ de bijoux.
Plus tard, Shakur accuse Sean Combs, Andre Harrell et Wallace, sur lesquels il tombe nez-à-nez juste après l'agression. Shakur décrira la scène comme très étrange, rapportant que personne parmi eux n'a bougé le petit doigt pour l'aider et qu'ils le regardaient fixement comme s'ils étaient étonnés qu'il soit encore en vie.
Shakur soupçonne également son ami et associé, Randy « Stretch » Walker, d'être impliqué dans la tentative de meurtre. Selon les médecins de l'hôpital Bellevue où Shakur est admis immédiatement après l'incident, Shakur a reçu cinq balles, deux dans la tête, deux dans l'aine et une à travers le bras et la cuisse. Il sort de l'hôpital, malgré les réticences du personnel médical, trois heures après l'opération chirurgicale. Le lendemain, Shakur assiste au verdict de son procès en fauteuil roulant, il est reconnu coupable de trois chefs d'accusation dont celui d'attentat à la pudeur et innocent de six autres. Le 6 février 1995, il est condamné à un an et demi et quatre ans et demi de prison.
Le 14 février 1995, Shakur commence à purger sa peine à la prison de Dannemora, l'affaire est révisée en appel en octobre 1995, mais en raison de tous ses frais juridiques il ne peut réunir le montant demandé pour la caution. Après avoir purgé onze mois de sa peine, Shakur sort de prison grâce en grande partie à l'aide et l'influence de Suge Knight, le directeur du label de Death Row Records, qui paie une caution de 1,4 million $, attendant en retour que Shakur signe et enregistre deux albums avec son label.
Avec ce nouveau label, Shakur publie le 4 juin 1996, avec les Outlawz la diss track Hit 'Em Up, une attaque verbale contre Wallace et ses associés.
Dans la chanson, Shakur prétend avoir eu des rapports sexuels avec Faith Evans (« you claim to be a player but I fucked your wife »), la femme de Wallace à l'époque, et remet en cause la street credibility des membres de Bad Boy Records.
Bien qu'aucune preuve tangible ne le confirme, Shakur est convaincu que certains membres de Bad Boy avaient connaissance de l'agression de 1994 en raison de leur comportement cette nuit-là et de ce que ses sources lui ont dit, Wallace et son entourage démentent ses accusations expliquant qu'ils étaient en studio d'enregistrement à Manhattan au même moment.
Shakur s'aligne sur Suge Knight, le PDG de Death Row Records, dont les relations avec Combs se sont dégradées depuis un incident en 1995 au Platinum Club à Atlanta ayant abouti à la mort de l'ami et garde du corps de Suge, Jake Robles. Suge Knight est catégorique en exprimant ses soupçons concernant l'implication de Combs.
La signature de Shakur avec Death Row Records ajoute de l'huile sur le feu du conflit entre les côtes Est et Ouest.
Une rivalité East Coast/West Coast créa une guerre entre les labels Death Row Records et Bad Boy Records, l'un étant sur la West Coast (Los Angeles) et l'autre sur la East Coast (New York). Death Row comptait parmi ses meilleurs rappeurs Tupac Shakur, Snoop Dogg et Dr. Dre tandis qu'à l'autre bout du pays Sean Combs, Wallace (Bad Boy Records) étaient les pointures de la East Coast.
Dans la nuit du 7 septembre 1996, après que Shakur a assisté au match de boxe entre Mike Tyson et Bruce Seldon au MGM Grand à Las Vegas, Tupac se rend avec Suge au Club 662. Il monte dans la BMW E38 berline noire de Suge au sein d'un grand convoi comportant de nombreuses personnes de l'entourage de Shakur.
Vers 23 h 10, le convoi s’arrête à un feu rouge sur la route de Flamingo, à 23 h 14, une Cadillac Fleetwood blanche s'approche du côté passager de la BMW, les passagers descendent l'une des fenêtres et tirent une rafale de coups de feu à moins de quatre mètres de distance. Shakur est touché à quatre reprises, dont deux blessures mortelles à la poitrine, une balle lui perfore le bassin et la main droite, et la dernière la cuisse. L'une des balles a ricoché dans le poumon droit.
Après leur arrivée sur les lieux, la police et les ambulanciers emmènent Suge et Shakur à l'University Medical Center. À l'hôpital, Shakur est déclaré mort six jours plus tard le 13 septembre 1996.
Des rumeurs circulent immédiatement par la suite selon lesquelles Wallace se serait impliqué dans son assassinat. Chuck Philips du Los Angeles Times rédige en 2002 Who Killed Tupac Shakur?, un article tiré de rapports de police et d'autres sources complètes rapportant que « le crime a été perpétré par un gang de Compton appelé les Southside Crips pour venger l'un de leurs membres agressé par Shakur quelques heures plus tôt », et que Wallace aurait payé pour les armer,. Sa famille dément fermement cet article et prouve par la suite que Wallace était bel-et-bien à New York et dans le New Jersey au moment du crime. The New York Times considère que les documents fournis par la famille prouvent l'innocence du rappeur : « Les pages fournies indiquent que Wallace était en studio en train d'enregistrer une chanson intitulée Nasty Girl pendant la nuit durant laquelle Shakur a été tué. » Faith Evans explique que son époux l'avait appelé, choqué, la nuit du meurtre de Shakur. Evans ajoute : « Je pense que lui aussi craignait pour sa vie, après tout ce qui se passait à cette époque. » Wayne Barrow, l'un des managers de Wallace à  l'époque, conclut que le rappeur enregistrait Nasty Girl la nuit durant laquelle Shakur a été tué.

## Déroulement
Wallace part pour Los Angeles en février 1997, afin de faire la promotion de son second album et du clip vidéo de son titre Hypnotize. L'album, Life After Death, est prévu pour le 25 mars 1997.
Dans la soirée du 8 mars 1997, il assiste à la cérémonie des Soul Train Music Awards, au cours de laquelle il remet un prix à Toni Braxton. Hué par une partie du public lorsqu'il est monté sur scène, c'est sans enthousiasme, mais surtout pour Sean Combs, qu'il se joint à une soirée organisée par le magazine Vibe. Accompagné par Lil' Cease (membre de Junior M.A.F.I.A) et Combs, il en sort vers 0 h 30.
Afin de regagner leur hôtel, Wallace s'assied à l'avant d'un premier 4x4 avec Lil' Cease, tandis que Combs monte dans le second accompagné de ses trois gardes du corps. La voiture, après avoir roulé cinquante mètres, s'arrête à un feu rouge. Il est 00h45, ce 9 mars 1997, lorsqu'une Chevrolet Impala vient s'arrêter à la droite de la GMC Yukon de Wallace.
Son conducteur baisse la vitre et tire cinq coups de feu, dont quatre touchent le rappeur à la poitrine. Transporté d'urgence par ses proches au centre médical Cedars-Sinai, il est déclaré mort à 1 h 15.
Le meurtre de Wallace produit une onde de choc considérable dans le pays, d'autant plus qu'il fait directement écho à celui de Tupac Shakur, assassiné six mois plus tôt dans des circonstances similaires. L'autopsie de Wallace est révélée au public 15 ans après sa mort, en décembre 2012. Selon le rapport, trois des tirs n’étaient pas mortels. Une des balles a frappé Wallace à l’avant bras et est allée se loger dans son poignet. Un autre projectile est entré dans le dos et est ressorti par l’épaule gauche sans toucher aucun organe vital. Un troisième tir a transpercé la cuisse gauche de part en part, ressortant par son côté intérieur. Quant à la balle mortelle, elle est entrée par le côté droit de la hanche du rappeur, elle aurait perforé le colon de Wallace, son foie, son cœur et le lobe supérieur de son poumon gauche, pour finalement s’immobiliser dans son épaule.
L'assassinat de Wallace n'est pas seulement proche dans le temps (six mois plus tard) ou dans ses conditions (fusillade en voiture) de celui de Tupac Shakur : comme son rival, les responsables n'ont jamais été identifiés. Le flou qui entoure l'enquête judiciaire visant à faire la lumière sur l'affaire engendre indirectement un certain nombre d'explications ou théories, dont certaines relèvent du complot. Le premier à proposer ce type de sujet est le Los Angeles Times, avançant dans les jours qui suivent la mort de Wallace que les responsables pouvaient être des membres du gang local des Crips ayant agi pour des raisons financières (le rappeur n'aurait pas payé les hommes en question, chargés de sa sécurité durant son voyage en Californie). L'enquête, peu aidée par le peu de témoignages (il est rapidement rapporté que les témoins en question avaient peur de parler à la police), sombre peu à peu dans un mystère dont elle n'est toujours pas sortie, plus de 15 ans après.
En 2002, Randall Sullivan publie LAbyrinth, un livre dans lequel il donne une version des faits inspirée par les témoignages du détective à la retraite Russel Poole. L'ouvrage implique directement Suge Knight (patron de Death Row Records) et David Mack, un agent de police, les accusant d'avoir fomenté les assassinats de Shakur et de Wallace et d'être parvenus à les avoir camouflés sous une histoire de règlement de comptes entre côtes. Des documents déclassifiés du FBI viennent conforter l'hypothèse de l'agent de police corrompu. Cette version des faits inspira en grande partie le réalisateur Nick Broomfield qui en fait un documentaire, Biggie & Tupac (2002). Sullivan redonne un coup médiatique en décembre 2005 lorsqu'il publie un article dans le magazine Rolling Stone mettant publiquement en cause la police californienne, accusée de ne pas s'investir assez dans l'enquête et Combs qui, selon l'écrivain, veillait à ce que l'affaire reste endormie. Les proches de Wallace utilisèrent les travaux de Randall Sullivan à deux reprises, en mars 2005 et avril 2006, pour porter plainte contre la police de Los Angeles et la ville elle-même.
Le travail de Chuck Philips, journaliste Pulitzer au Los Angeles Times, avait à deux reprises créé la polémique à propos de l'enquête. En septembre 2002, tout d'abord, il publie un article selon lequel Wallace avait payé et fourni l'arme pour tuer Tupac Shakur ; en mars 2008, ensuite, il affirme que Wallace et Combs étaient au courant de l'attentat sur Shakur et dont le rappeur était miraculeusement sorti vivant en novembre 1994.

## L'après
Le 27 mars 2008, le Los Angeles Times publie des excuses à Combs pour l'avoir accusé de jouer un rôle dans l'agression de novembre 1994. L'article indiquait que Shakur a été amené au studio par les associés de Wallace pour l'abattre et ainsi favoriser Wallace. Le journal s'est fondé sur de faux documents et The Smoking Gun (en) a démontré leur contradiction.
Le 15 juin 2011, Dexter Isaac, un meurtrier déjà incarcéré, publie un communiqué où il explique avoir été engagé par l'agent James Rosemond : « En 1994, James Rosemond m'a engagé pour cambrioler Tupac Shakur au Quad Studio. Il m'a donné 2 500 dollars et permis de garder tous les bijoux que je trouverais, à l'exception d'une bague qu'il voulait pour lui. C'était la plus grosse de deux bagues à diamant qu'on a volées. Il disait qu'il voulait mettre le diamant sur un nouvel anneau pour sa petite amie de l'époque, Synthia Ried. J'ai encore comme preuve une chaîne qu'on a prise ce soir-là ».